# Thoracibidion
Thoracibidion es un género de escarabajos longicornios de la tribu Tropidini. Fue descrito por Ubirajara Ribeiro Martins en 1960.

## Especies
- Thoracibidion buquetii (Thomson, 1867)
- Thoracibidion fasciiferum (Berg, 1889)
- Thoracibidion flavopictum (Perty, 1832)
- Thoracibidion franzae Martins, 1968
- Thoracibidion galbum Martins, 1968
- Thoracibidion insigne Martins, 1968
- Thoracibidion io (Thomson, 1867)
- Thoracibidion lineatocolle (Thomson, 1865)
- Thoracibidion pleurostictum (Bates, 1885)
- Thoracibidion rubripenne Martins & al., 2015
- Thoracibidion ruficaudatum (Thomson, 1865)
- Thoracibidion striatocolle (White, 1855)
- Thoracibidion terminatum Martins, 1968
- Thoracibidion tomentosum Martins, 1960